# Sławomir Wojciechowski
Sławomir Wojciechowski [swavɔmir vɔjʨiɛxɔfski] (* 6. September 1973 in Danzig), Spitzname „Wojciech“, ist ein ehemaliger polnischer Fußballspieler.

## Karriere

### Vereine
Der offensive Mittelfeldspieler mit dem starken linken Fuß begann seine Profikarriere beim Zweitligisten Lechia Gdańsk, bei dem er bereits 1989 im Alter von 15 Jahren debütierte. Zu Beginn der Saison 1993/94 schloss sich Wojciechowski dem Erstligisten Zawisza Bydgoszcz an, konnte jedoch den Abstieg am Saisonende nicht verhindern. Nach einem halben Jahr in der Zweitklassigkeit schloss er sich im Winter 1994/95 GKS Katowice an und kehrte somit ins Oberhaus des polnischen Fußballs zurück. In diesem absolvierte er bis 1998 100 Ligaspiele, in denen er 30 Tore erzielte.
Anschließend wechselte Wojciechowski in die Schweiz zum Erstligisten FC Aarau. Von dort wurde er in der Winterpause der Saison 1999/2000 vom deutschen Rekordmeister FC Bayern München verpflichtet. Am 12. Februar 2000 (20. Spieltag) debütierte er beim 2:0-Sieg im Auswärtsspiel gegen die SpVgg Unterhaching, als er in der 91. Minute für Paulo Sérgio eingewechselt wurde.
Am 8. April 2000 (28. Spieltag) erzielte er mit dem Treffer zum 4:0-Endstand in der 85. Minute im Heimspiel gegen den SSV Ulm 1846 sein einziges Bundesligator. Zu seinen drei Einsätzen im Ligaspielbetrieb wurde er einmal im Spiel um den DFB-Pokal (3:2-Heimsieg über Hansa Rostock) eingewechselt und in der Champions League (0:2-Niederlage bei Dynamo Kiew) in der Startelf aufgeboten. In der Folgesaison kam „Wojciech“ lediglich zu einem Spiel gegen den unterklassigen FC Schönberg 95 im DFB-Pokal sowie einmal im Ligapokal zum Einsatz. Mangels Spielpraxis verließ er den FC Bayern München und kehrte zum FC Aarau zurück, für den er eine halbe Saison spielte.
Danach schloss er sich dem polnischen Erstligisten RKS Radomsko an, der allerdings zu Saisonende absteigen musste. Wojciechowski fand zunächst keine sportliche Heimat und blieb bis Dezember 2003 vereinslos. Zu Jahresbeginn 2004 unterschrieb er einen Vertrag bei seinem ehemaligen Verein Lechia Gdańsk, der nach einem sportlichen Neubeginn in der sechsten Liga im Jahr 2001 inzwischen in der vierthöchsten Spielklasse angekommen war. Am Saisonende gelang dem Verein der Aufstieg in die Drittklassigkeit, der direkte Durchmarsch in die zweite polnische Spielklasse schloss sich an.
Nach Ablauf der Saison 2006/07 verließ Wojciechowski den Zweitligisten und kehrte anschließend nach Deutschland zurück, wo er eine Saison beim Verbandsligisten (5. Liga; Mittelrhein) SCB Viktoria Köln unter Vertrag stand. Im März 2008 wurde er aufgrund einer angeblichen Tätlichkeit – der scheinbar gefoulte Spieler gab zu Protokoll, nicht gefoult worden zu sein – für zehn Wochen gesperrt. Nachdem er im Anschluss an dieses Engagement bis September 2008 vertragslos war, unterschrieb er für eine Spielzeit beim polnischen Drittligisten Olimpia Grudziądz, für den er 18 Ligaspiele bestritt. Seinen letzten Profi-Einsatz bestritt er am 6. Juni 2009 (30. Spieltag) beim 5:1-Sieg im Heimspiel gegen Polonia Nowy Tomyśl.
Seit 2009 spielt Wojciechowski in der „Alt-Herren-Mannschaft“ von Lechia Gdańsk, dem Verein, bei dem seine Karriere einst begann.

### Nationalmannschaft
Vom 17. bis 27. Mai 1990 nahm er mit der U-16-Nationalmannschaft an der Europameisterschaft in der DDR teil und errang am 27. Mai in Erfurt mit dem 3:2-Sieg über die Auswahl Portugals den Dritten Platz. 1997 spielte Wojciechowski viermal für die A-Nationalmannschaft. Sein Debüt gab er am 14. Februar in Warschau beim torlosen Unentschieden im Test-Länderspiel gegen die Auswahlmannschaft Litauens. Danach kam er noch am 17. Februar in Derynia (Zypern) beim 3:2-Sieg gegen die Auswahlmannschaft Lettlands, am 22. Mai in Solna beim 2:2-Unentschieden gegen die Auswahl Schwedens und am 24. September in Olsztyn beim 2:0-Sieg gegen die Auswahl Litauens zum Einsatz.

## Erfolge
- Dritter der U-16-Europameisterschaft 1990
- Champions League-Sieger 2001
- Deutscher Meister 2000, 2001
- DFB-Pokal-Sieger 2000
- Ligapokal-Sieger 2000